# Перьевая ручка

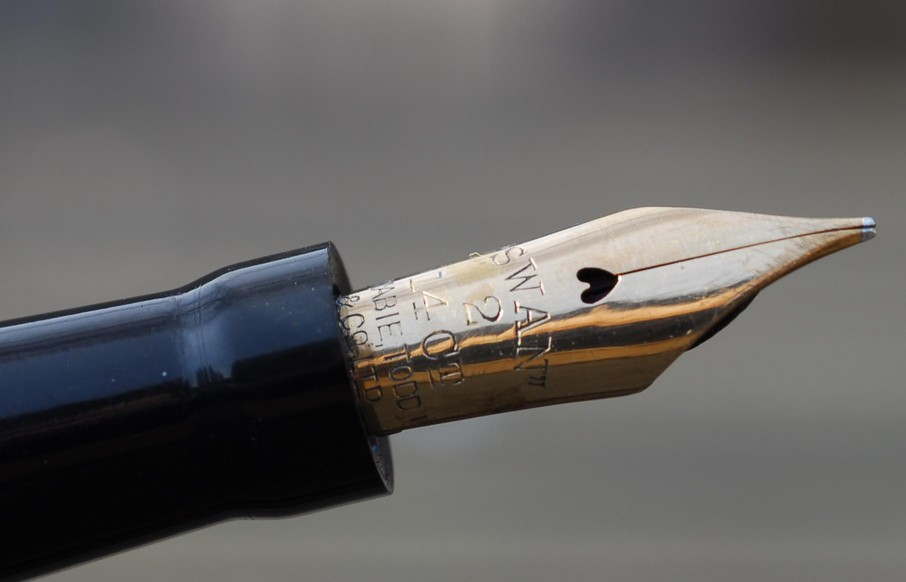
Перо - основной элемент перьевой ручки

Перьевая ручка — ручка с перьевым наконечником в виде металлической пластинки, с которой чернила переносятся на бумагу.
Перьевые ручки бывают заправляемые (с автоматической подачей чернил) и незаправляемые. Незаправляемые ручки во время письма периодически окунают в чернильницу для набора порции чернил.
Современная перьевая ручка обычно состоит из корпуса с заправочным механизмом, ёмкости для чернил и раздвоенного пера. На сегодняшний день перьевые ручки массово применяются в школах Западной Европы на этапе обучения письму, при выполнении больших объёмов записей (например, студентами) и как имиджевый пишущий инструмент, конкурируя, правда, в этой сфере с ручками-роллерами (гелевыми). В повседневном бытовом использовании перьевые ручки уступают другим типам ручек, прежде всего шариковым и гелевым из-за простоты и дешевизны последних, не требующих минимальной культуры использования.

## История
Перьевая ручка (в виде гусиного пера) впервые появилась в Севилье (Испания) около 600 года нашей эры. Для письма кончик пера срезался небольшим острым ножом (перочинный — нож для очинки пера) наискосок, затем - немного вдоль, чтобы при нажатии на бумагу кончики расходились в разные стороны. Постепенно пишущая часть пера размокала и перо требовало ремонта. Срезался кончик пера и оно вновь писало как «новенькое». Когда перо становилось слишком коротким, брали новое гусиное перо. Другая сложность заключалась в том, что лишь 3—5 самых крайних пера птицы подходили для использования в письме. Более того, значение имело, правое это крыло птицы или левое, так как для правшей подходили только перья из левого крыла птицы.
Одно из самых не только очевидных, но и эффективных решений было найдено в разделении пера на две составляющие — перо-наконечник (выкидывалось после того, как приходило в негодность) и перо-держатель (красивая и дорогая, но вместе с тем долговечная часть). А в 1809 году английский изобретатель Джозеф Брама изобрел и запатентовал машину для резки перьев.
Металлическая перьевая ручка была впервые запатентована в 1803 году. Стальные перья появились в 1830-х годах и очень скоро, к 1850-м годам, использование гусиных перьев заметно снизилось по причине резкого улучшения качества стальных перьев. Позже большинство производителей начало выпускать перья и из благородных металлов, как правило, из 14- и 17-каратного золота. Изготовление наконечников пера из сверхизносостойких сплавов металлов платиновой группы — иридия, родия, осмия и т. д. - позволило многократно увеличить срок службы пера.
Попытки создания ручки, которая содержала бы чернила внутри себя и тем самым являлась бы автономной, продолжались в течение длительного времени. Первые попытки приладить к перу резервуар с чернилами предпринимались еще в XVII веке. В 1809 году в Англии Бартоломей Фолч получил первый патент на ручку с резервуаром для чернил. Однако в то время ручка с резервуаром была малопригодна для постоянного использования и не получила широкого распространения. Коммерческий успех в производстве автоматических ручек пришел к компании Waterman в 1884 году, когда американский страховой агент Льюис Эдсон Уотермен получил патент на свой вариант авторучки.
Корпуса самых первых перьевых авторучек делались из эбонита. После изобретения целлулоида большое распространение получили ручки из целлулоида. В 70-х годах XX века в связи с горючестью целлулоида от его использования отошли, но материал иногда по-прежнему применяется в некоторых коллекционных сериях ручек. Корпуса большинства современных ручек теперь изготавливают из акрилатных пластмасс как наиболее стойких в повседневном использовании.

## Классификация

### По типу пера
Перья для ручек имеют много особенностей и собственную классификацию по параметрам и материалам.
Крепление пера и параметры питающей системы ручек, как правило, согласованы с определённым типоразмером перьев. Это позволяет классифицировать перьевые ручки по типу пера:

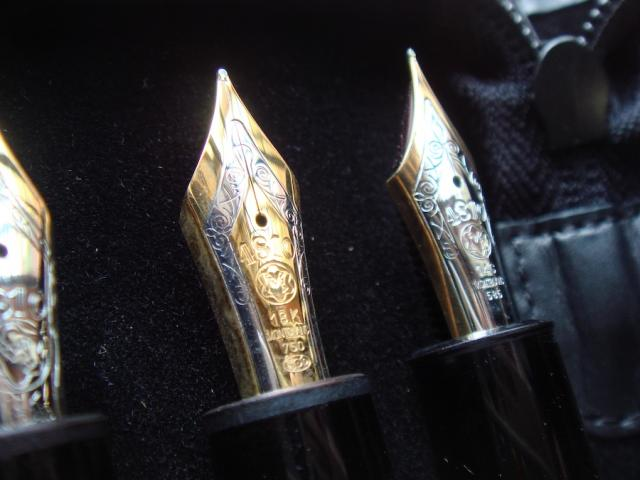
Открытые перья

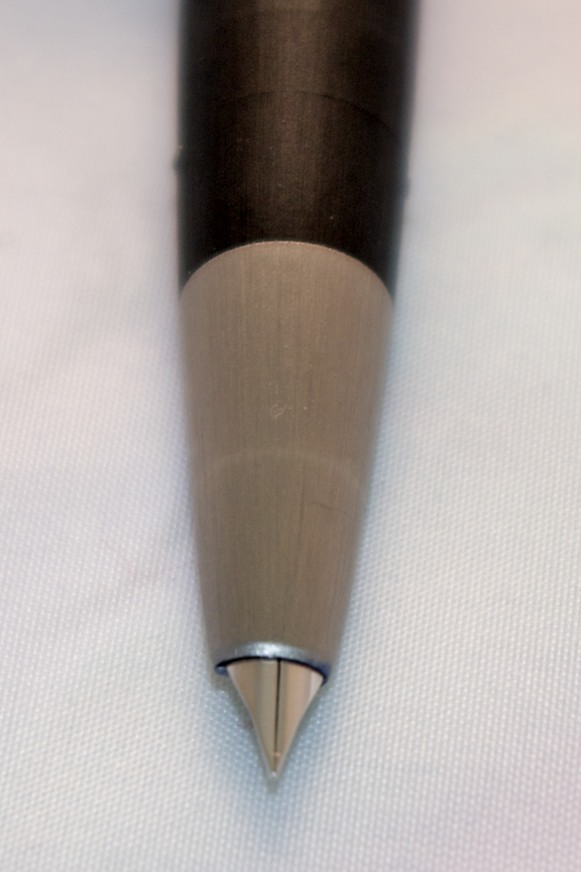
Полузакрытое перо

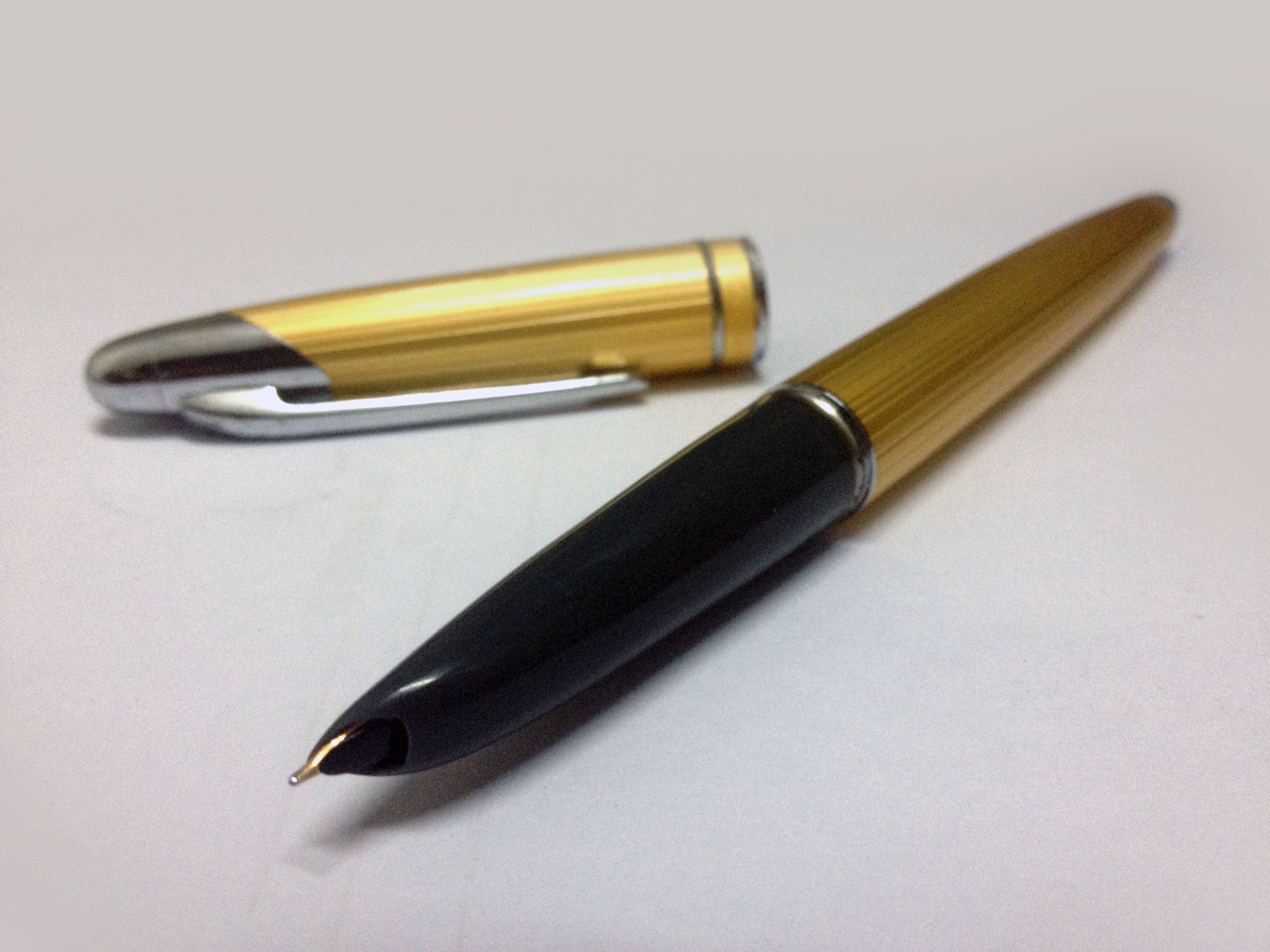
Закрытое перо

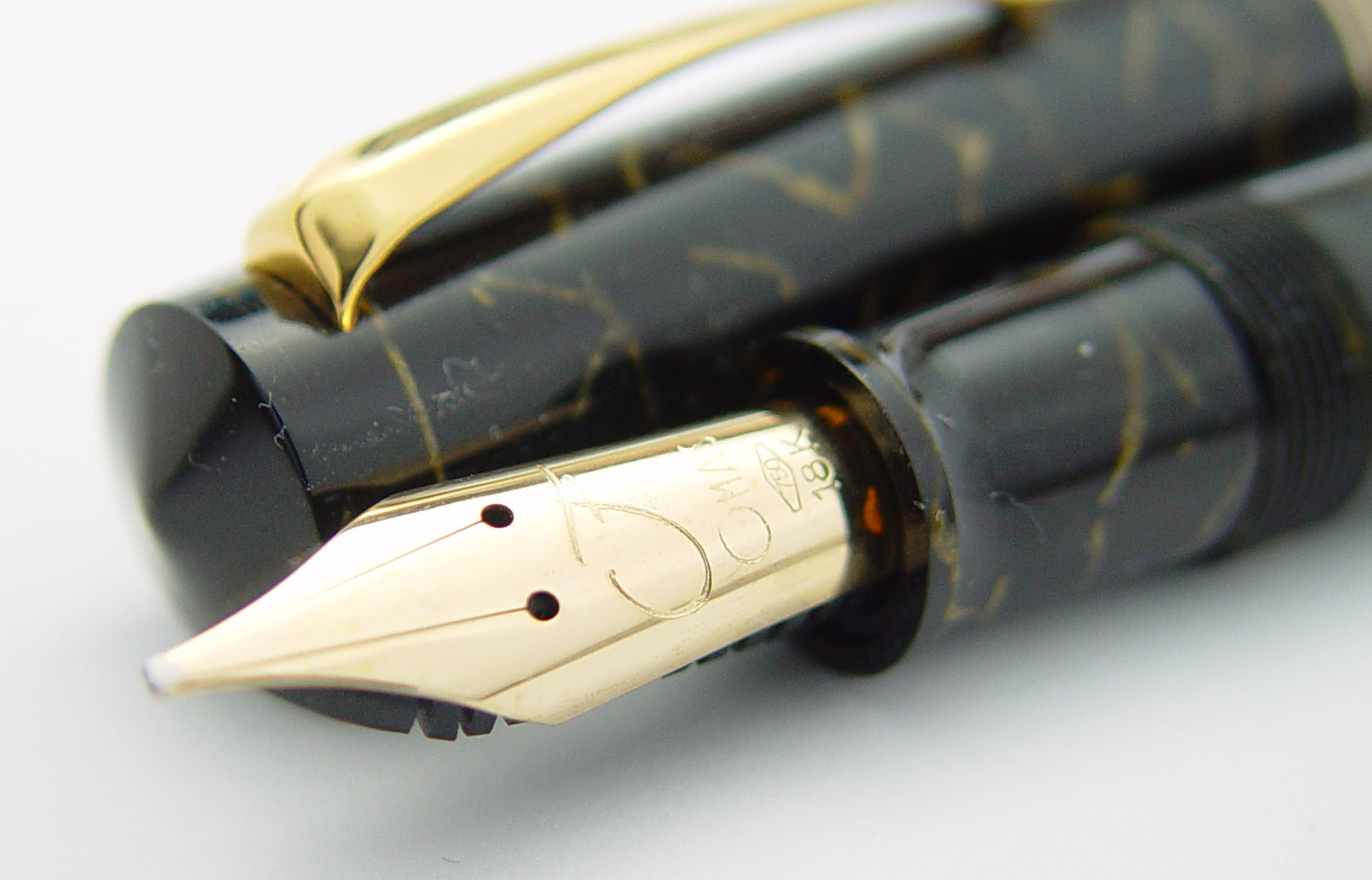
Современное золотое музыкальное перо

- Ручки с открытым пером характеризуется тем, что открыта вся характерная поверхность пера. На перо нередко наносится гравированный рисунок. Это классический тип пера.

- Ручки с полузакрытым пером отличается от открытого тем, что корпус прикрывает поверхность пера до отверстия. Иногда отличие является чисто декоративным, как например в ручке Diplomat Viper, но иногда корпус предотвращает преждевременное высыхание чернил, как например в ручке LAMY 2000. В любых случаях, перо в полузакрытых ручках имеет меньшую ширину, и соответственно меньший вес, что бывает актуально при изготовлении пера из драгоценных металлов.

- Ручки с закрытым пером отличаются тем, что почти вся поверхность пера, кроме пишущего кончика, скрыта корпусом ручки. Считается, что такие перья пишут более гладко за счёт меньшего расстояния от кончика пера до места его крепления и позволяют дольше держать неиспользуемую перьевую ручку в открытом состоянии. Ручки с закрытыми перьями широко выпускались в СССР и до сих пор выпускаются в Китае.

- Ручки с пластиковым пером: начало XXI века ознаменовалось появлением одноразовых перьевых авторучек Pentel для повседневного использования с пластиковым пером; в 2011 году компания «Паркер» начала выпуск ручек с дизайнерскими корпусами и сменными чернильными картриджами со встроенным пластиковым пером. По строению питающей системы и пера такие ручки стоят ближе к фломастерам.

- В отдельную группу можно выделить специализированные ручки с соответствующими, как правило, открытыми перьями:

 • ручки с так называемым музыкальным пером — это перо с кончиком шириной до 2—3 мм и двумя прорезями, выходящими на кончике, чтобы обеспечить обильную подачу чернил по всей ширине кончика, а в зависимости от угла поворота плоскости пера относительно выполняемого штриха ширина чернильного следа может плавно варьироваться от 0,2 до 3 мм, что востребовано при ручном оформлении нотных записей;
 • ручки с перьями для каллиграфии — перья в таких ручках могут обладать повышенной гибкостью (ширина штриха будет изменяться в зависимости от силы нажатия на перо, а края штриха получаются более насыщенными и резкими) либо оформлением кончика пера (разного вида уширения и срезы обеспечивают выполнение штрихов с градиентом цвета, с изменением или, наоборот, поддержанием ширины штриха).

### По системе заправки
Перьевые ручки с картриджно-конвертерной системой заправки. Они имеют унифицированное посадочное место на верхней части фидера, куда может устанавливаться либо чернильный картридж, либо поршневой конвертер. К настоящему времени ручки с картриджно-конвертерной системой заправки обычно продаются в комплекте с картриджами подходящего типоразмера (от одного до трёх штук). Основные данные распространённых картриджей сведены в таблице. Поршневые конвертеры, характеризующиеся меньшей полезной ёмкостью (часть объёма занимает поршневой механизм), как правило, могут быть приобретены отдельно.
| Тип                                                              | Где используется | Объём, мл | Длина, мм | Диаметр горловины, мм | Способ закрытия горловины |
| ---------------------------------------------------------------- | --- | --------- | --------- | --------------------- | ------------------------- |
| International (международный), стандартный, FCR-6                | Большинство европейских, китайских, индийских и пакистанских производителей, OHTO (яп.)                                                 | 0,75      | 39        | наруж. 4 внутр. 3     | Стеклянный шарик          |
| Big international (увеличенный международный), Waterman, Pelikan | Там же, где и международный картридж, кроме ручек в мини-формате (некоторые серии 96-мм ручек, например компаний OHTO или Caran d’Ache) | 2,0       | 75        | наруж. 4 внутр. 3     | Стеклянный шарик          |
| Parker cartridge, американский                                   | Parker, Lamy, Aurora | 1,7       | 75        | наруж. 5,5 внутр. 3,5 | Полиэтиленовая запайка    |
| Platinum cartridge, японский                                     | Platinum, Nakaya | 1,2       | 58        | наруж. 5 внутр. 4     | Стальной шарик            |
| Cross-cartridge                                                  | Cross |           |           |                       |                           |

Ручки с предустановленным поршневым ползунковым конвертером. Заправка производится погружением пишущего узла в чернила и перемещением ползунка чернила затягиваются в резервуар как в шприц. Недостатком такой конструкции является то, что для ползунка в корпусе ручки следует предусматривать место, которое в ином случае занял бы резервуар для чернил.
Ручки с предустановленным поршневым винтовым конвертером. Заправка производится погружением пишущего узла в чернила и вращением наконечника винта, на который насажен поршень, чернила затягиваются в вакуумный резервуар как в шприц. Недостатками такой конструкции являются уменьшение объёма резервуара, через который проходит винт и ненадежность уплотнения подвижного винтового соединения.
Ручки с пипеточной системой заправки (также они могут называться ручками с аэрометрической системой — Aerometric system). Резервуар для чернил таких ручек представляет собой резиновый пипеточный чехол, через который проходит тонкая трубка. При сдавливании пипетки по трубке через пишущий узел выходит воздух, при отпускании по трубке засасываются чернила, которые переливаются в свободное пространство пипеточного чехла.
Ручки со шноркелем. Такие ручки выпускает компания Sheaffer и они характеризуются тем, что для заправки такой ручки нет необходимости окунать в чернила весь пишущий узел. Для заправки из такой ручки выдвигается встроенная трубка, через которую и производится наполнение резервуара для чернил пишущего инструмента. Такая схема заправки исключает необходимость тщательно протирать пишущий узел ручки после заправки.
Бескартриджно-бесконвертерные ручки. В таких ручках резервуаром для чернил служит сам корпус ручки. В таком формате обычно выпускаются одноразовые ручки с полиэтиленовым корпусом. Некоторые модели ручек других типов позволяют использовать их как бескартриджно-бесконвертерные. Так, например, металлические корпуса ручек Caran d’Ache Ecridor Collection (Швейцария) оснащены резиновыми уплотнениями, позволяющими безопасно удерживать чернила в корпусе; прозрачные детали корпуса ручек-демонстраторов Platinum Preppy (Япония) подогнаны достаточно плотно, чтобы использовать их без герметика с заправкой чернил в корпус. Достоинством такой системы заправки является наибольшее количество чернил, помещающихся в ручке. Недостатком таких ручек является более высокий риск пролива чернил при повреждении корпуса или уплотнений.

### По стоимости и назначению
Выделяют три основных класса перьевых ручек:
- Ручки представительские, имиджевые и коллекционные — наиболее дорогие. Ручки снабжаются золотыми перьями с иридиевыми наконечниками, в отделке ручек нередко используются драгоценные металлы и камни, ценные поделочные материалы. Брендовые производители периодически выпускают ограниченные тематические коллекции таких ручек, нередко ручной работы. Цены на такие ручки начинаются от 100 USD и могут достигать сотен тысяч долларов.

- Ручки для повседневного использования — в ценовом диапазоне от 10 и до 600 USD оснащаются качественными перьями из стали, титана, золота, латуни, бронзы и некоторых других материалов с иридиевым наконечником. Корпуса таких ручек обычно делаются из стали, латуни, пластика и утилитарны по оформлению.

- Школьные ручки — в ценовом диапазоне от 0,1 до 25 USD; наиболее распространены ручки стоимостью 2—3 USD. Такие ручки оснащаются простым стальным штампованным пером, нередко даже без твердосплавного наконечника. Корпус ручек также максимально удешевлён и может изготавливаться из полиэтилена с минимумом нефункциональных деталей.

- В отдельную группу могут быть вынесены так называемые «демонстраторы», отличающиеся тем, что имеют частично или полностью прозрачный корпус. Демонстраторы не следует путать с некоторыми моделями обычных ручек, имеющих смотровые окошки на корпусе для контроля остатка чернил.